# Territorio de Jiménez
Jiménez fue un territorio federal de México existente entre 1914 y 1917. Fue creado por medio del decreto del 17 de junio de 1914 dictado por el congreso de los Estados Unidos Mexicanos que reformaba los artículos 43 y 44 de la Constitución de 1857, con los distritos de Arteaga, Andrés del Río, Mina, Hidalgo del Parral y Jiménez del estado de Chihuahua; dicho decreto también creó los territorios del Bravo y de Morelos.
Tras la promulgación de una nueva constitución el 5 de febrero de 1917, el territorio de Jiménez fue reintegrado al estado de Chihuahua.